# Daniele Dessena
Daniele Dessena (Parma, Italia, 10 de mayo de 1987) es un futbolista italiano que juega de centrocampista en el Olbia de la Serie C de Italia.

## Selección nacional
Ha sido internacional con la selección de fútbol sub-21 de Italia. Ha jugado 8 partidos internacionales y ha anotado 3 goles.

## Clubes
| Club                     | País   | Año           |
| ------------------------ | ------ | ------------- |
| Parma F. C.              | Italia | 2004-2008     |
| U. C. Sampdoria          | Italia | 2008-2009     |
| Cagliari Calcio          | Italia | 2009-2010     |
| U. C. Sampdoria          | Italia | 2010-2012     |
| Cagliari Calcio (cedido) | Italia | 2012          |
| Cagliari Calcio          | Italia | 2012-2019     |
| Brescia Calcio           | Italia | 2019-2021     |
| Delfino Pescara 1936     | Italia | 2021          |
| Virtus Entella           | Italia | 2021-         |
| Olbia                    | Italia | 2023-presente |